# خفاش قهوه‌ای کوچک
خفاش قهوه‌ای کوچک یا میوتیس قهوه‌ای کوچک (نام علمی: Myotis lucifugus) گونه ای از خفاش‌های کوچک گوش‌موشی است که در آمریکای شمالی یافت می‌شود. این جانور بدنی کوچک و پوشیده شده از خز قهوه‌ای براق دارد. این خفاش از نظر ظاهری مشابه چندین خفاش دیگر از جمله خفاش ایندیانا، خفاش گوش بلند شمالی و میوتیس آریزونا می‌باشد. خفاش قهوه‌ای کوچک بر خلاف نام آن، ارتباط تکاملی نزدیکی با خفاش قهوه‌ای بزرگ نداشته و به یک سرده ی متفاوت تعلق دارد.
خفاش ماده سالانه یک فرزند به دنیا می‌آورد. فرزندان یا توله‌ها به سرعت از شیر گرفته می‌شوند و طی سه هفته به اندازه بزرگسالان می‌رسند. عمر خفاش کوچک قهوه‌ای به‌طور متوسط ۶٫۵ سال است اما نمونه ایی نیز در طبیعت گزارش شده که به سن ۳۴ سالگی رسیده‌است. خفاش پستانداری شب‌زی بوده و شب‌ها به شکار حشرات پرداخته و در طول روز، در میان درختان توخالی یا شکاف‌های ساختمان‌ها، به استراحت می‌پردازد.
این خفاش دشمنان و شکارچیان طبیعی کمی دارد، اما ممکن است توسط پرندگان شکاری مانند جغدها و همچنین شکارچیان زمینی مانند راکون‌ها کشته شود. از دلایل اصلی مرگ و میر این خفاش، بیماری‌هایی مانند هاری و سندرم بینی سفید است. سندرم بینی سفید از سال ۲۰۰۶ دلیل مهمی در مرگ و میر این جانور بوده‌است و تا سال ۲۰۱۱ باعث مرگ بیش از یک میلیون خفاش قهوه‌ای کوچک شده‌است.